# Provincia di Pacajes
La provincia di Pacajes è una delle 20 province del dipartimento di La Paz nella Bolivia occidentale. Il capoluogo è la città di Coro Coro.
Al censimento del 2001 possedeva una popolazione di 49.183 abitanti.

## Geografia antropica

### Suddivisioni amministrative
La provincia è suddivisa in 8 comuni:
- Calacoto
- Callapa
- Caquiaviri
- Charaña
- Comanche
- Coro Coro
- Nazacara de Pacajes
- Waldo Ballivián